# Kamov Ka-20
Il Kamov Ka-20 (nome in codice NATO "Harp" - arpa) era un elicottero sperimentale sovietico realizzato alla fine degli anni cinquanta dall'ufficio tecnico OKB 938 diretto da Nikolaj Il'ič Kamov.

## Storia
Non molto si sa del progetto se non per il suo sviluppo successivo di serie, il Ka-25.
Il progetto deriva da una specifica richiesta degli anni cinquanta emessa dalla Voenno-Morskoj flot SSSR, la marina militare dell'Unione Sovietica, per la fornitura di un elicottero anti sommergibile che potesse essere utilizzato sia da basi navali costiere che in grado di essere imbarcato. L'OKB 938 Kamov rispose con il progetto di un compatto elicottero a rotori controrotanti coassiali, sviluppato dal 1958, anno in cui gli fu ufficialmente commissionato, ma mostrato al pubblico solamente in occasione della parata militare del 1961 svolta com'era abitudine all'aeroporto di Mosca-Tušino. In quell'occasione gli osservatori della NATO gli diedero la presumibile sigla Ka-20 ed il nome in codice Harp

## Tecnica costruttiva
Il Ka-20 era caratterizzato da un compatto disegno e dalla scelta dell'utilizzo di due rotori controrotanti coassiali tripala spinti da una coppia di turboalbero Glushenkov, una configurazione rimasta tipica della produzione Kamov. La parte anteriore era tozza, dotata di un ampio vano di carico dietro la cabina di pilotaggio presumibilmente biposto, come il successivo Ka-25, che proseguiva posteriormente in una robusta trave di coda terminante in un piano orizzontale trideriva. Nella parte anteriore, sotto il muso, era posto un rigonfiamento in cui trovavano spazio le apparecchiature elettroniche di rilevamento, integrata da un analogo più modesto posto sotto la trave di coda. Il carrello d'atterraggio, la cui funzione era essenzialmente quella di mantenere il Ka-20 in posizione orizzontale quando era a terra, era quadriciclo dotato anteriormente di piccole ruote poste sotto il muso e posteriormente da due più grosse poste all'apice di due gambe laterali, queste sorrette da tralicci esterni collegati alla struttura principale. Durante la parata militare di Mosca-Tušino del 1961 erano stati posti due grossi missili, probabilmente solo dei simulacri, ai lati della struttura anteriore.